# Косинский, Андрей Юрьевич
Андрей Юрьевич Косинский (род. 12 мая 1957, Ленинград) — советский и российский музыкант, композитор, певец. Победитель второго открытого российского отбора на Евровидение 1996 года.

## Биография
Родился в петербургской семье военно-морского офицера Юрия Георгиевича Косинского и педагога Галины Михайловны Косинской (Давыдовой). Семья жила в то время в Одессе, а через полтора года отец Андрея был переведён на службу в Севастополь.
Попав под «хрущёвское сокращение» в вооружённых силах, Косинские в 1962 году вернулись в Ленинград, где Юрий Георгиевич восстановился в службе на флоте. Как морской офицер, отец редко виделся с семьей, поэтому воспитанием сына занималась Галина Михайловна. В пятилетнем возрасте Андрей Косинский стал обучаться игре на аккордеоне. Спустя год, семья приобрела пианино «Красный Октябрь», и шестилетний Андрей стал брать уроки. В 1965 году пошёл в первый класс 327 школы Невского района Ленинграда (первый учитель Мария Владимировна Гуревич) и одновременно в детскую музыкальную школу им. Глазунова в класс фортепиано (преподаватель Фаина Наумовна Рейтман).
В середине 1980-х годов работал музыкантом в ресторанах Ленинграда, уже тогда начал писать и записывать свои песни. Известность пришла в 1990 году, когда его песни «Рисунок», «Всё решено» на стихи петербургского поэта Александра Костерева и «Проблемы» на стихи Михаила Герцмана вошли в сольный альбом Валерия Леонтьева «Дело вкуса». В дальнейшем продолжил писать песни для Леонтьева, у которого до 1991 года работал клавишником в коллективе «Эхо», также работал со многими другими артистами. На сегодняшний день его песни входят в репертуар Алёны Апиной, Стаса Пьехи, Михаила Боярского, Алексея Глызина, Лаймы Вайкуле, популярных групп «Непара», «А'Студио». Кроме того, исполняет свои песни, выступает с концертами. Дебютный альбом автора «Первая коллекция» был выпущен в 1995 году.
Участвовал во втором открытом национальном отборе на Евровидение-1996 в Осло и должен был представлять Россию как победитель с песней «Я это я». Однако не прошёл дополнительный отбор в финальную часть конкурса из 23 стран, заняв только 26-е место. В 2018 году выступал в проекте «Голос.60+» в составе команды Леонида Агутина.
Поддержал военное вторжение в Украину.
В настоящее время проживает в Санкт-Петербурге.

## Фильмография

### Композитор кино
- 2005 — «Девочка с севера»
- 2006 — «Провинциальные страсти»

### Композитор мюзиклов
- 2012 — «Остров Сокровищ»
- 2013 — «Белка и Стрелка (мюзикл)»

## Дискография
- Магнитоальбом «Сюжет»
- LP «Последний Вечер»
- CD «Первая Коллекция» Anima Vox, (1995)
- CD «Косинские Песни»
- CD «Я это Я» (2011, записан в 1996—1997 гг.)
- DVD «Это Любовь». Юбилейный концерт композитора Андрея Косинского
- My Little Beetle (2022)

### Синглы
- Highly Likely (сл. Константина Губина) — 2020
- Городок Около Моря (дуэт с Татьяной Булановой, сл. Ольги Клименковой) — 2020
- Немосквич (сл. Константина Губина) — 2024

## Избранные песни

### В исполнении артистов эстрады
- «Они знакомы давно» (слова Эрнеста Ширяева), исполняет дуэт «Непара»
- «Оглянись!» (слова Ольги Клименковой), исполняет дуэт «Непара»
- «Семечек стакан» (слова Ольги Клименковой), исполняет Алёна Апина
- «Самоубийца» (слова Андрея Мерзликина), исполняет Алёна Апина
- «В холода» (слова Ольги Куланиной), исполняет Лайма Вайкуле
- «А вдруг» (слова Владимира Тихомирова), исполняет Лайма Вайкуле
- «Нарисуй помадой» (слова Марии Клименковой), исполняет Валерий Леонтьев
- «Подари мне небо» (слова Михаила Танича), исполняет Алёна Апина
- «Автомобиль» (слова Регины Лисиц), исполняет Михаил Боярский
- «Мечты» (слова Александр Костерев) исполняет Алексей Глызин
- «Крылья Любви» (слова Олега Савилова) исполняет Алексей Глызин
- «Всё решено» (слова Александр Костерев) исполняет Валерий Леонтьев
- «Рисунок» (слова Александр Костерев) исполняет Валерий Леонтьев
- «Последний вечер» (слова Михаила Герцмана) исполняет Валерий Леонтьев
- «29 гвоздик» (слова Александр Костерев) исполняет Валентина Легкоступова
- «Париж» (слова Александр Костерев) исполняет Валентина Легкоступова
- «Это любовь!» (слова Ольги Ровной) исполняет Валерий Леонтьев
- «Ветер-Скрипач» (слова Ольги Куланиной) исполняет Валерий Леонтьев
- «Ловец Удачи» (слова Константина Губина) исполняет Валерий Леонтьев
- «Вяжи небо спицами» (слова Иры Эйфории) исполняет Валерий Леонтьев
- «Уличная Фея» (слова Андрей Косинский) исполняет Стас Пьеха
- « Каменный Город» (слова Регины Лисиц) — исполняет группа «A’Studio»

### Музыкальный продюсер альбомов
- Спектакль и CD Алёна Апина «Лимита» на стихи Михаила Танича
- CD «Еще раз про любовь» Алёна Апина
- CD «Сочини меня» Песни А. Косинского Александр Олешко